# Lophospingus griseocristatus
Lophospingus griseocristatus là một loài chim trong họ Thraupidae.